# Aama

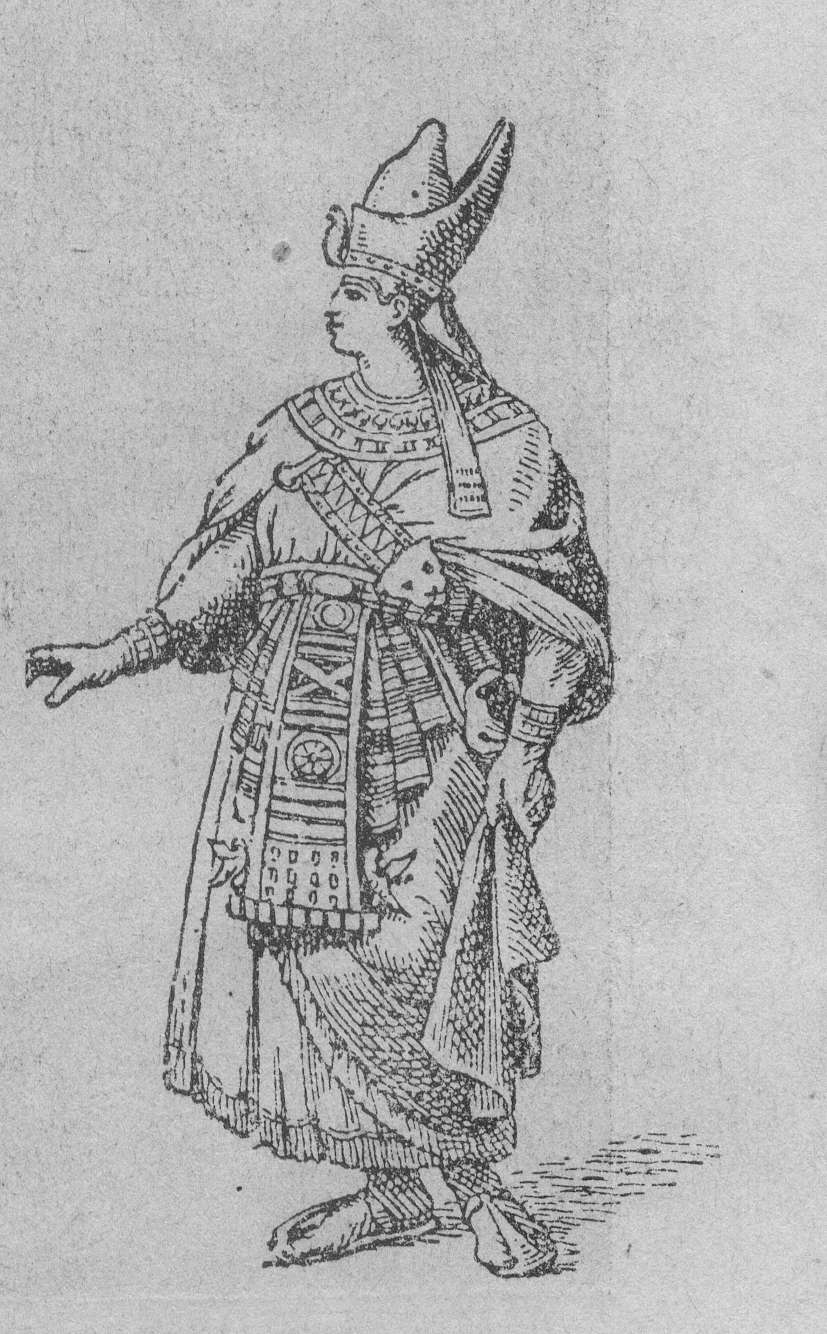
Aama, rei da Etiópia.

Aama foi um rei da Etiópia que viveu no Século VIII.